# Лъв XII
Лъв XII (на латински: Leo PP. XII) е римски папа от 1823 г. до смъртта си през 1829 г. (5 години и 135 дни). Рожденото му име е Annibale Francesco Clemente Melchiore Girolamo Nicola della Genga